# 浮所飛貴
浮所 飛貴（うきしょ ひだか、2002年〈平成14年〉2月27日 - ）は、日本の歌手、タレント、俳優。ジュニア内男性アイドルグループ・ACEesのメンバー。
愛知県出身。STARTO ENTERTAINMENT所属。

## 来歴
母親の影響で、幼い頃から一緒にコンサートに行くなど、嵐やSexy Zoneのファンだった。いつかは自分も入りたいと思っていたが、母親が履歴書を送り、オーディションを受け、2016年4月9日、中学3年生の時に入所。尊敬するジャニーズの先輩に中島健人を挙げている。
2016年11月、ジャニーズJr.内ユニット・東京B少年（のちにSexy美少年、美 少年に改名）のメンバーに選ばれる。
2021年6月4日公開の映画『胸が鳴るのは君のせい』で映画初主演をつとめる。
2024年3月28日にジュニア【公式】Instagramストーリーズで、立教大学法学部を卒業したことを報告した。
2025年2月16日に美 少年が事実上の解散。ジュニア内新グループ・ACEesの結成が発表され、メンバーに選ばれる。

## 人物・エピソード
9歳下の妹と3歳下の弟がいる。
趣味はドラマ・映画鑑賞、乗馬、テニス。特技は歌、ダンス、アクロバット、乗馬、テニス、整理整頓、バイオリンなどを挙げている。テニスは小学校の時の友達の影響でやりたいと思い、中学受験終了後に始める。部活の他、スクールにも週5・6日通っていた。一時期はテニス留学も考える程で、テニス部員約50人のうち7人しか出場できない大会の代表にも選ばれていたが、ジャニーズ事務所のオーディションと日程が被り、幼い頃からの夢のためにオーディションを優先した。
学業では中学受験を経て立教池袋中学校・高等学校に入学。卒業後は内部進学で立教大学法学部に進学する。進学先に法学部を選んだ理由として、所属事務所の先輩の松本潤が出演した『99.9-刑事専門弁護士-』（TBS系列）で松本が演じる弁護士に憧れたことを挙げている。

## 出演

### テレビドラマ
- 真夏の少年〜19452020（2020年7月31日 - 9月18日、テレビ朝日） - 主演・春日篤 役（美 少年として主演）[19]
- ザ・ハイスクール ヒーローズ（2021年7月31日 - 9月18日、テレビ朝日） - 主演・大浦飛馬 / ギンヒーロー / 黄金魔人 役（美 少年として主演）[20][21]
- ソロモンの偽証（2021年10月3日 - 11月21日、WOWOW） - 野田健一 役[22][23]
- トモダチゲームR4（2022年7月23日 - 9月10日、テレビ朝日） - 主演・片切友一 役（美 少年として主演）[24]
- すきすきワンワン!（2023年1月24日 - 3月28日、日本テレビ） - 木ノ宮天 役[25][26]
- ギフテッド - 四鬼夕也 役
  - Season1（2023年8月12日 - 10月1日、東海テレビ・フジテレビ）[27]
  - Season2（2023年10月14日 - 12月2日、WOWOW / 2024年6月8日 - 29日、東海テレビ・フジテレビ）[28]

### 映画
- 胸が鳴るのは君のせい（2021年6月4日、東映 / 2022年2月9日、韓国） - 主演・有馬隼人 役[10][11]
- モエカレはオレンジ色（2022年7月8日、松竹） - 児嶋元気 役[29]

### テレビ番組
- 痛快TVスカッとジャパン（フジテレビ）
  - 胸キュンスカッと「陰湿な嫌がらせから救ってくれたのは…」（2020年11月23日） - 氷川利一 役[30]
  - 胸キュンスカッと「押忍!バレンタインの恋愛バトル」（2021年2月8日） - 優心 役[31]
  - 神店員スカッと「受験生のノートにコーヒーをこぼしてしまい…」（2021年5月24日） - 神所美貴也 役[32]
  - 大人気メニューを生んだ行列店のスカッと大逆転（2021年10月25日） - 主演・高師雅一 役[33]
  - 胸キュンスカッと「私の人生を変えたラストシーン」（2022年3月14日） - 長内肇 役[34]
- VS魂（2021年1月3日 - 2022年4月21日、フジテレビ） - 魂チームのレギュラー[35]
  - VS魂グラデーション（2022年4月28日 - 2023年9月28日、フジテレビ） - 魂チームのレギュラー[36][37]
- 土曜はナニする!? イケドラ（2021年12月4日 - 25日、フジテレビ） - 彼 役[38]
- 背筋も凍るほわ〜い話 第2話「呪いのノート」（2022年3月1日、TBS） - 日高蒼 役[39]

### 舞台
- もしも塾 福岡公演（2023年4月19日、キャナルシティ劇場）[40]

### コンサート
- マイナビ サマステライブ2023 俺たちがミライだ!!（2023年8月22日、EX THEATER ROPPONGI）- PAISEN応援隊として出演[41] [42]
- マイナビ　サマステライブ2024　SUMMER GO！MIRAI GO！東だ！西だ！全員集合（2024年7月30日 - 8月8日、EX THEATER ROPPONGI）[43]

### CM
- ピザーラ「バターチキンカレーのよくばりクォーター」（2022年3月5日 - ） - 那須雄登と共演[44]

## 書籍

### 雑誌連載
- 東海ウォーカー「ボク、浮所飛貴と申します!」（2020年12月・2021年1月合併号 - 、KADOKAWA）[45]
- 月刊ザテレビジョン「Team 魂通信」（2021年5月号 - 、KADOKAWA） - 『VS魂』とのコラボ連載[46]。
- 週刊TVガイド「週刊VS魂ガイド」（2021年2月5日号 - 2023年9月29日号、東京ニュース通信社） - 『VS魂』とのコラボ連載[47][48]。
- nicola「うきなすStudy」（2022年2月号 - 、新潮社）[49][50] - 那須雄登とのコラボ連載